# ماکس گرسون
ماکس گرسون (به آلمانی: Max Gerson) متولد ۱۸۸۱ در آلمان، پزشک یهودی آمریکایی، خالق روش‌های درمانی نامتعارف بود که امروزه به «گرسون‌درمانی» شهرت دارد. بسیاری معتقدند که روش او سرطان و طیف گسترده‌ای از بیماری‌های مزمن را درمان می‌کند. مخالفان گرسون، او و روش‌هایش را کماکان یک «شارلاتان» نامیده‌اند.

## گرسون‌درمانی

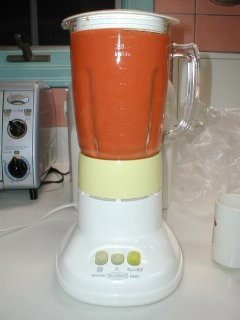
رژیم غذایی مداوم آب هویج و دیگر سبزیجات یکی از پایه‌های روش درمانی گرسون می‌باشد

«گرسون‌درمانی» نوعی پزشکی جایگزین می‌باشد. طرفداران گرسون‌درمانی معتقدند که روش‌های ابداع شده توسط ماکس گرسون به شدت قابلیت کاهش و حتی پاک‌سازی سرطان‌های بدخیم و برخی بیماری‌های لاعلاج یا مزمن دیگر (مثل مرض قند، آسم و اختلالت عصبی) را دارند. روش درمان گرسون عبارت است از ترکیبی از یک رژیم غذایی چند ماهه متشکل از آب هویج و دیگر معجونات گیاهی مشابه (بسته به نوع بیماری) با مصرف مداوم و همراه با آنیما (anema)های قهوه و غیره. بسیاری از پزشکان این روش‌ها را خطرناک می‌دانند.
سازمان‌های علمی آمریکایی معتقدند که روش‌های گرسون نسبت به روش‌های درمان متعارف با داروهای شیمیایی و غیره (همانند شیمی‌درمانی و پرتودرمانی) هیچ مزیتی ندارد، بلکه به عنوان جایگزین آنها، مضر نیز می‌باشد. آن‌ها معتقدند که داده‌های کافی برای حمایت از ادعاهای روش گرسون وجود ندارد.

## موسسه گرسون
ماکس گرسون در سال ۱۹۵۹ درگذشت، اما ایده‌ها و روش‌های او امروزه توسط شارلوت گرسون و طرفدارانش در اقصی نقاط جهان ادامه دارد. در همان سالیان اولیه، موسسه‌ای با نام «انستیتو گرسون» در این رابطه تأسیس گردید که تا به امروز سعی در علاج سرطان به روش گرسون دارد.
روش‌های درمانی گرسون در ایالات متحده آمریکا با مخالفت سرسخت سازمان‌هایی همچون موسسه ملی سرطان آمریکا روبرو شده و غیرقانونی اعلام شده‌اند. به همین دلیل موسسه گرسون مجبور به کار در تیهوانا، مکزیک، در آن‌سوی مرز جنوب شهر سن دییگو است. این موسسه به‌صورت یک بیمارستان مداوای سرطان کار می‌کند.
طرفداران روش‌های گرسون معتقدند که دولت آمریکا با تکیه بر کمپانی‌های بزرگ و قدرتمند داروسازی که از صنعت شیمی‌درمانی نفع مالی می‌برند سیاست‌های مخالف گرسون‌درمانی را برپا می‌دارند. آنان معتقدند که گرسون صرفاً به‌خاطر درمان سرطان به روش طبیعی، و از رونق انداختن صنایع داروهای شیمیایی، تحت تکفیر مجامع علمی متعارف قرار گرفته.

## کتب
کتاب مهم خود ماکس گرسون چندین بار تجدید چاپ شده:
- Max Gerson MD, A Cancer Therapy: Results of 50 Cases (San Diego: The Gerson Institute, 1990)

کتب دیگری که یا در مورد او نوشته شده‌اند، یا به نقد و بررسی روش‌های او می‌پردازند عبارتند از:
- Charlotte Gerson, The Gerson Therapy (New York: Kensington Publishing, NYC, 2001)
- Howard Straus, Dr. Max Gerson: Healing the Hopeless (Kingston, Ontario, Canada: Quarry Books, 2001)
- S. J. Haught, Censured for Curing Cancer: the American Experience of Dr. Max Gerson (New York: Station Hill Press, 1991)
- Patricia Spain Ward, PhD. , History of the Gerson Therapy by Dr. Ward under contract to the Office of Technology Assessment
- Ferdinand Sauerbruch, Master Surgeon (a.k.a. A Surgeon's Life) [Das War Mein Leben] (London: Andre Deutsch, 1953 and Munich: Kindler, 1951) reprinted since

## فیلم‌ها در مورد گرسون
- The Beautiful Truth. ساخت سال ۲۰۰۸. (لینک وبگاه imdb)
- The Gerson Miracle. ساخت سال ۲۰۰۴. (لینک وبگاه imdb)